# White Knights of the Ku Klux Klan

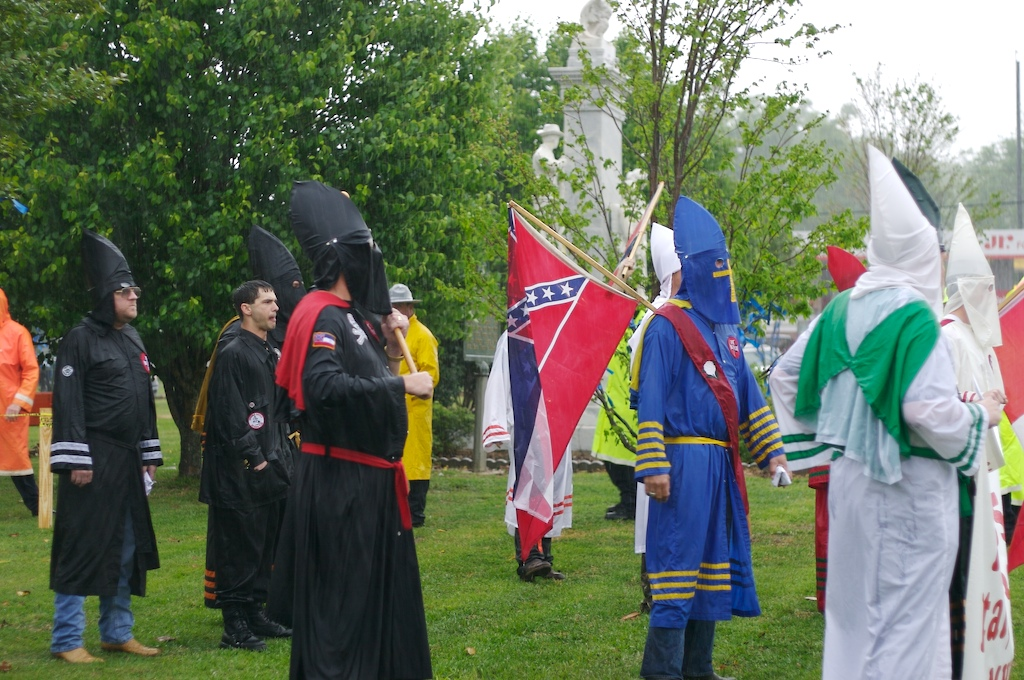
Mississippi White Knights, 2007

Die White Knights of the Ku Klux Klan (Weiße Ritter des Ku-Klux-Klans) galten als die militanteste aller Ku-Klux-Klan-Organisationen. Sie entstand in den frühen 1960er Jahren in Mississippi unter der Führung von Samuel Bowers, ihrem ersten Grand Wizard. The White Knights of Mississippi wurden 1963 aus den Original Knights of Louisiana gebildet und bestanden zunächst aus 200 Mitgliedern. Ähnlich wie die United Klans of America (UKA) waren die White Knights of Mississippi eine sehr verschwiegene Gruppe. Sie war keine öffentlichkeitssuchende Organisation und gab auch keine Informationen über sich an die Öffentlichkeit. Kurz nach ihrer Gründung wuchs die Mitgliederzahl auf 6000 an und es gab Klaverns (Ortsverbände) in mehr als der Hälfte der Countys in Mississippi. Aber schon 1967 sank die Zahl der aktiven Mitglieder auf 400.

## Morde an Mitgliedern der Bürgerrechtsbewegung
Die White Knights waren für eine Reihe von Bombenattentaten, Kirchenbrandstiftungen, Körperverletzungen und Morden verantwortlich. 1964 ermordeten sie die drei Bürgerrechtler Andrew Goodman, James Earl Chaney und Michael Schwerner. Die Opfer waren Mitglieder des Congress of Racial Equality. Samuel Bowers wollte Schwerner töten, weil dieser als Aktivist des „Freedom Summers“ in Erscheinung trat und Schwarze als Wähler registrieren wollte. Weil Schwerner ein Weißer war, der Schwarzen helfen wollte, wurde er als Feind angesehen. Bei einem ersten Versuch versammelte Bowers 30 White Knights am Memorial Day 1964 und umzingelte mit ihnen die Mount Zion Church während eines Treffens. Bowers dachte, dass Schwerner an dem Treffen teilnehmen würde, traf ihn aber nicht an. Als er ihn nicht finden konnte, begannen die Ku-Klux-Klan-Mitglieder auf die Teilnehmer des Treffens einzuschlagen und zündeten anschließend die Kirche an. 
Schwerner befand sich zu dieser Zeit in Ohio und half dem National Council of Churches mehr Freiwillige zu finden, die beim „Mississippi Summer Project“ helfen sollten. Als er von der Brandstiftung erfuhr, beschloss er nach Mississippi zurückzukehren. Zusammen mit James Chaney und Andrew Goodman fuhr er nach Longdale in Neshoba County und wurde von Sheriff Lawrence Rainey und seinem Deputy Cecil Price angehalten. Beide waren Mitglieder des Klans, obwohl sie dies später bestritten. Die drei wurden eingesperrt und auf dem Polizeirevier festgehalten, bis Price zusammen mit dem White-Knight-Mitglied Edgar Ray Killen die Details des Mordes ausgearbeitet hatte. Stunden später ließ Price die drei frei, folgte ihnen aber mit seinem Wagen. Als sie bemerkten, dass sie verfolgt wurden, hielten sie an und Price befahl ihnen in seinen Wagen zu steigen. Zwei Autos voller Klansmänner tauchten auf und die drei Aktivisten wurden aus nächster Nähe erschossen. Die Leichen wurden mit einer Planierraupe D-4 vergraben. 
Lawrence Rainey und Cecil Price wurden ein Jahr später verhaftet, aber kurz darauf wieder freigelassen. Erst 1967 wurden 18 Mitglieder des Klans festgenommen. Sechs von ihnen wurden verurteilt, darunter Sam Bowers und Deputy Cecil Price. Sieben Männer wurden für nicht schuldig erklärt und einer in allen Anklagepunkten freigesprochen. Bowers und der mutmaßliche Schütze Wayne Roberts erhielten eine zehnjährige Freiheitsstrafe. Der Film Mississippi Burning (1988) basiert auf diesen Ereignissen.
Unter den Festgenommenen war auch Edgar Ray Killen, der nur deshalb nicht verurteilt wurde, weil ein Jury-Mitglied keinen Priester verurteilen wollte. Killen wurde erst 40 Jahre später schuldig gesprochen und erhielt im Alter von 79 Jahren eine Freiheitsstrafe von dreimal 20 Jahren.
Bowers wurde außerdem ein weiterer Mord zur Last gelegt. Er soll den Bürgerrechtsaktivisten Vernon Dahmer am 10. Januar 1966 mit einer Brandbombe in dessen Wohnung in Hattiesburg, Mississippi, ermordet haben. Nach mehreren erfolglosen Anklagen wurde er im August 1998 schuldig gesprochen und zu lebenslanger Haft verurteilt und starb im Mississippi State Penitentiary.

## Das Ende der White Knights
Im Jahre 1989 versuchten die White Knights of Mississippi, sich national zu etablieren und ernannten den Wrestler Johnny Lee Clary, der als „Johnny Angel“ antrat, als Imperial Wizard. Dieser trat die Nachfolge des alten Klanführers Sam Bowers an. Clary trat in verschiedenen Talkshows, wie The Oprah Winfrey Show und bei Morton Downey Jr auf und versuchte dort ein moderneres Image für den Ku Klux Klan aufzubauen. Clary versuchte die verschiedenen Organisationen des Klans zu vereinen und hielt ein Treffen in Pulaski, Tennessee, dem Geburtsort des Klans, ab. Dort kam es jedoch zu internen Streitigkeiten. Es stellte sich ebenfalls heraus, dass Clarys Freundin eine Informantin des Federal Bureau of Investigation war. Als dies publik wurde, verlor Clary das Vertrauen des Klans und er zog sich zurück. Er wurde später ein Wiedergeborener Christ und trat als Bürgerrechtsaktivist gegen den Klan an.
Mit der Verurteilung von Killen 2005 verlor der Klan endgültig an Bedeutung und löste sich auf. Price starb 2001 und Roberts starb zwischenzeitlich ebenfalls. Heute besteht unter dem Namen „Mississippi White Knights“ eine Nachfolgeorganisation aus wenigen 100 Mitgliedern unter der Führung des Imperial Wizard Richard Green.